# Bis(triméthylsilyl)acétylène
Pour les articles homonymes, voir BTMSA.
Le bis(triméthylsilyl)acétylène, ou BTMSA, est un composé chimique de formule (CH3)3Si–C≡C–Si(CH3)3. Il s'agit d'un liquide incolore soluble dans les solvants organiques. On peut le préparer en chauffant de l'acétylène HC≡CH avec du n-butyllithium CH3CH2CH2CH2Li suivi par l'addition de chlorure de triméthylsilyle (CH3)3SiCl. Une autre méthode procède à partir de carbure de calcium CaC2 de qualité suffisante et de chlorure de triméthylsilyle dans une masse fondue de chlorure de lithium LiCl et de chlorure de potassium KCl à 400 °C.
Cela convertit le chlorure de triméthylsilyle avec un rendement d'environ 77 % en donnant du BTMSA qui peut facilement être séparé du chlorure de triméthylsilyle qui n'a pas réagi et d'hexaméthyldisiloxane formé comme sous-produit.
Il est utilisé comme nucléophile dans les acylations et alkylations de type Friedel-Crafts et comme précurseur du triméthylsilylacétylure de lithium. Le groupe triméthylsilyle –Si(CH3)3 peut être déplacé par le fluorure de tétra-n-butylammonium (CH3CH2CH2CH2)4N+F− et remplacé par des protons.
Il est également utilisé comme réactif de départ dans la synthèse de 1,2-bis(triméthylsilyl)benzènes fonctionnalisés, qui à leur tour servent de matière de départ pour la synthèse de catalyseurs acides de Lewis et de certains matériaux pour l'éclairage. Dans des réactions catalysées par le cobalt, le bis(triméthylsilyl)acétylène est utilisé pour conférer une chimiosélectivité et une fonctionnalité (sous la forme du groupe triméthylsilyle), ce qui permet la construction de molécules complexes.
Une autre application importante est à travers le réactif de Rosenthal pour stabiliser les fragments de titanocène Cp2Ti et de zirconocène Cp2Zr. L'utilisation de bis(triméthylsilyl)acétylène comme ligand de métallocènes autrement instables permet la synthèse de structures organiques difficiles, comme des macrocycles et hétérométallacycles (en), de manière sélective et à haut rendement,.
Le bis(triméthylsilyl)acétylène est également un réactif utile pour réaliser des cycloadditions. Il a été utilisé pour la synthèse totale de l'estrone, dont l'étape cruciale est la formation du squelette stéroïde catalysée par le dicarbonyle de cyclopentadiénylcobalt (C5H5)Co(CO)2.